# Jan (książę Saksonii-Weimaru)
Jan (ur. 22 maja 1570 w Weimarze, zm. 31 października 1605 tamże) – od 1575 książę Saksonii w księstwie Saksonii-Weimar (do 1602 wraz z bratem Fryderykiem Wilhelmem I) z dynastii Wettinów.

## Życiorys
Jan był młodszym synem księcia Saksonii-Weimar Jana Wilhelma i Doroty Zuzanny, córki palatyna reńskiego Fryderyka III z rodu Wittelsbachów. Wcześnie, już w 1573 stracił ojca i natychmiast rozpoczęły się spory o rządy opiekuńcze w imieniu Jana i jego starszego brata Fryderyka Wilhelma I. Ojciec w testamencie na opiekunów małoletnich synów wyznaczył palatyna reńskiego Ludwika VI (wuja młodych książąt) i księcia Meklemburgii-Schwerin Jana Albrechta I, jednak sprzeciwił się temu elektor saski August Wettin jako najbliższy krewny książąt w linii męskiej, który objął faktyczną kontrolę nad księstwem.
O edukację młodego Jana początkowo dbała matka, następnie od 1585 do 1588 przebywał na dworze elektorów saskich, a wkrótce potem wyjechał w podróż po Europie (Grand Tour), m.in. odwiedził Italię i spędził pewien czas na dworze cesarskim w Wiedniu. W 1587 porozumiał się ze starszym bratem, zgadzając się by ten sprawował faktycznie rządy w księstwie, dopóki Jan nie osiągnie wieku 20 lat. Umowa obejmowała stałe uposażenie pieniężne w wysokości 6 tys. guldenów rocznie, a w czasie pobytu za granicą – 10 tys. guldenów rocznie. W 1590 umowa została przedłużona o kolejne 6 lat. Jednak gdy w 1593 Jan ożenił się, umowę zmieniono: nadal to Fryderyk Wilhelm rządził księstwem, ale Jan otrzymał w zarząd jego część z Altenburgiem, w którym osiadł. Gdy w 1598 kontrakt wygasł, Jan zaczął starać się o faktyczny podział księstwa. Po długich rozmowach zaplanowano zawarcie umowy w tej sprawie na 1 lipca 1602, ale przed tą datą Fryderyk Wilhelm zachorował i 7 lipca zmarł.
Jan wraz z elektorem saskim Chrystianem II został opiekunem pozostawionych przez zmarłego czterech synów i dwóch córek. Na nowo podjęto rozmowy o podziale księstwa, które zostały zakończone umową podpisaną 13 listopada 1602. Janowi, wbrew jego życzeniom, przypadła w udziale część księstwa z Weimarem, natomiast część z Altenburgiem znalazła się w rękach jego bratanków. Jan przeniósł się do Weimaru. W 1605 otrzymał w lenno Jenę. Cierpiał na hipochondrię, która w ostatnim okresie życia się nasiliła. Bardzo troszczył się o edukację swych synów, aktywnie w niej uczestnicząc. W październiku 1605 poważnie zachorował i po kilku dniach zmarł, pozostawiając po sobie wdową i ośmiu synów; w 1606 urodziła się jeszcze jego pogrobowa córka Joanna.

## Rodzina
7 stycznia 1593 Jan poślubił Dorotę Marię, córkę księcia Anhaltu-Zerbst Joachima Ernesta. Ich dziećmi byli:
- Jan Ernest I (1594–1626), książę Saksonii-Weimar,
- Jan Wilhelm (ur. i zm. 1595),
- Fryderyk (1596–1622), książę Saksonii-Weimar,
- Jan (1597–1604),
- Wilhelm (1598–1662), książę Saksonii-Weimar,
- nn. (bliźniak Wilhelma) (ur. i zm. 1598),
- Albrecht II (1599–1644), książę Saksonii-Weimar, a po podziale w 1640 Saksonii-Eisenach,
- Jan Fryderyk (1600–1628), książę Saksonii-Weimar,
- Ernest I Pobożny (1601–1675), książę Saksonii-Weimar, a po podziale w 1640 Saksonii-Gotha-Altenburg,
- Fryderyk Wilhelm (1603–1619), książę Saksonii-Weimar,
- Bernard (1604–1639), książę Saksonii-Weimar,
- Joanna (1606–1609)[2].